# Cassidy Pickrell
Cassidy Pickrell (Coppell, 18 ottobre 1994) è una pallavolista statunitense, di ruolo schiacciatrice.

## Biografia
È la sorella maggiore della pallavolista Kylie Pickrell.

## Carriera

### Club
La carriera di Cassidy Pickrell inizia nei tornei scolastici texani, dove muove i primi passi con la Coppell HS, mentre a livello giovanile gioca per il Texas Advantage. Dopo il diploma gioca a livello universitario nella NCAA Division I, facendo parte, tra il 2013 e il 2016, per un biennio della UC Irvine, prima di trasferirsi per gli ultimi due anni di eleggibilità sportiva alla Arizona State.
Intraprende la carriera da professionista nella stagione 2017-18, quando approda in Svizzera per difendere i colori del Neuchâtel, in Lega Nazionale A; nella stagione seguente gioca invece in Polonia, prendendo parte alla Liga Siatkówki Kobiet col Legionovia fino al marzo 2019, quando fa ritorno nella massima divisione elvetica, concludendo l'annata al Düdingen, dove sostituisce l'infortunata Danielle Harbin nell'insolito ruolo di opposto.
Per il campionato 2019-20 si accasa in Germania, siglando un accordo con l'Erfurt, in 1. Bundesliga.